# Horismenus fraternus
Horismenus fraternus är en stekelart som först beskrevs av Fitch 1856.  Horismenus fraternus ingår i släktet Horismenus och familjen finglanssteklar. Inga underarter finns listade i Catalogue of Life.